# 마르티누스 J. 랑게펠트

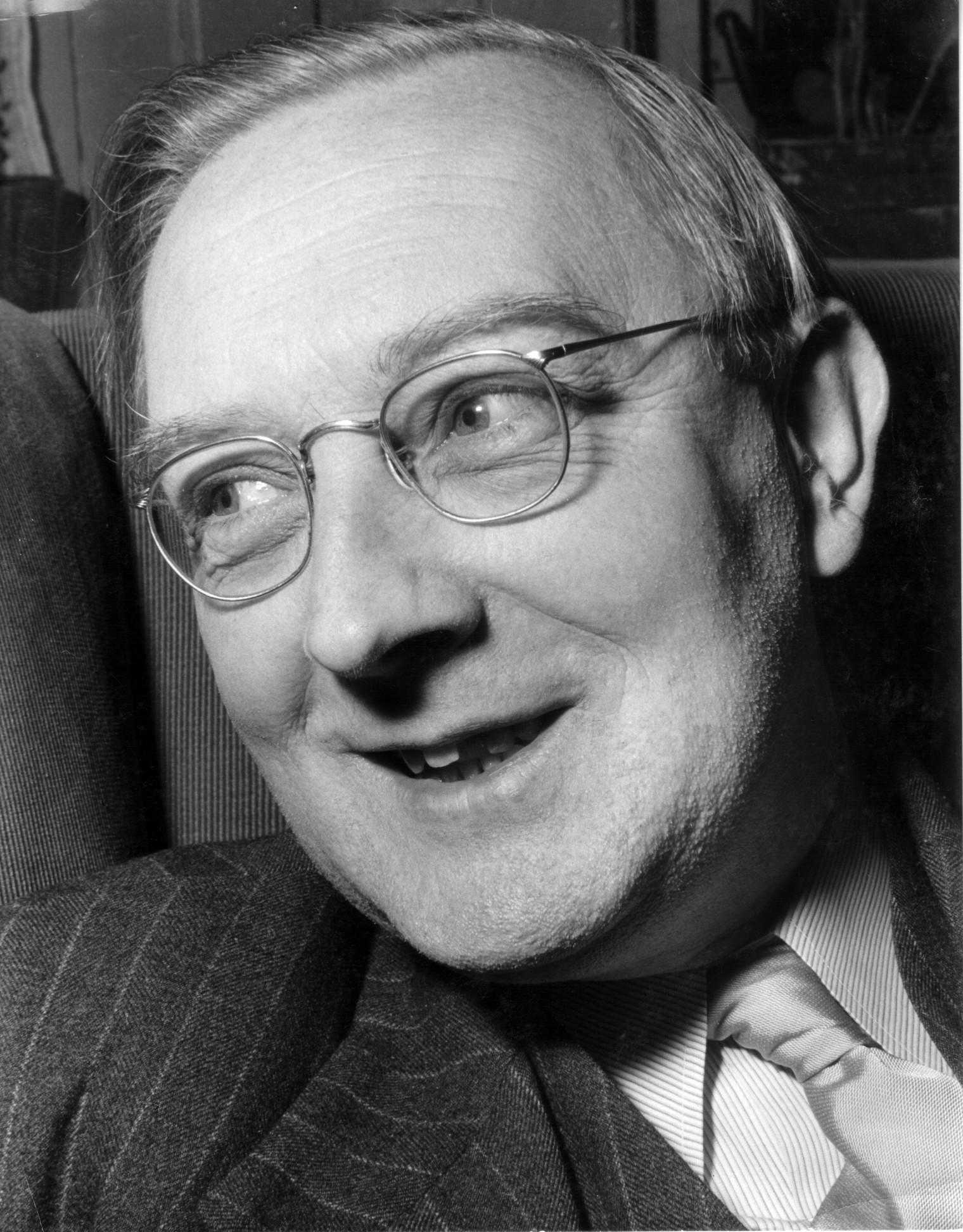

마르티누스 얀 랑게펠트(Martinus Jan Langeveld, 1905년 10월 30일 ~ 1989년 12월 15일)는 20세기 후반의 저명한 네덜란드의 교육자 가운데 한 명이다.

## 생애
1905년 10월 30일에 네덜란드의 하를럼에서 초등학교 교사인 아버지와 농촌 출신의 가정주부인 어머니 사이에서 둘째 아들로 태어났다. 고등학교를 졸업한 1925년부터 랑게펠트는 교육학을 전공으로 선택해 암스테르담대학과 독일의 함부르크, 프라이부르크, 라이프치히 대학 등에서 당시 저명한 학자들의 강의를 들었다. 1931년에 고등학교 교사로 부임하는 것과 동시에 랑게펠트는 사설 교육 상담소를 열어 교육적 어려움에 처해 있는 어린이와 청소년뿐만 아니라 부모들의 상담도 실시했다. 한편으로 이즈음에 학급 안에서 어린이 관계의 문제, 사고 발달과 어린이 언어 발달에 대한 분석 등의 연구에 몰두했고, 그 결과 1934년에 언어교수학에 관한 논문으로 박사학위를 취득했다. 이후 교사와 교육 상담가로 계속 활동하면서 암스테르담대학에서 발달심리학과 학교 학급 구조에 대한 강의를 했으며, 사고와 언어 발달에 관한 지속적인 연구를 통하여 언어 분석 모델을 정립함으로써 그것을 어린이들의 언어 분석 및 이중 언어를 사용하는 어린이들의 발달 문제 탐구에 유용하게 활용했다. 1939년에 네덜란드의 위트레흐트대학에서 교수직을 취득한 뒤 세계 여러 대학을 두루 방문하고 강의를 했다. 1972년에 위트레흐트대학에서 정년퇴임한 후에 랑게펠트는 종교 교육에 대한 공헌을 인정받아 1973년에 스위스 취리히대학에서 명예 박사학위를 받기도 했다. 은퇴 후에도 연구와 강의를 계속하다가 1989년에 세상을 떠났다.